# Vác
Vác [ˈvaːʦ] (deutsch Waitzen, slowakisch Vacov) ist eine ungarische Stadt im Komitat Pest. Sie liegt am linken Ufer der Donau am Donauknie, 34 km nördlich von Budapest.

## Geschichte

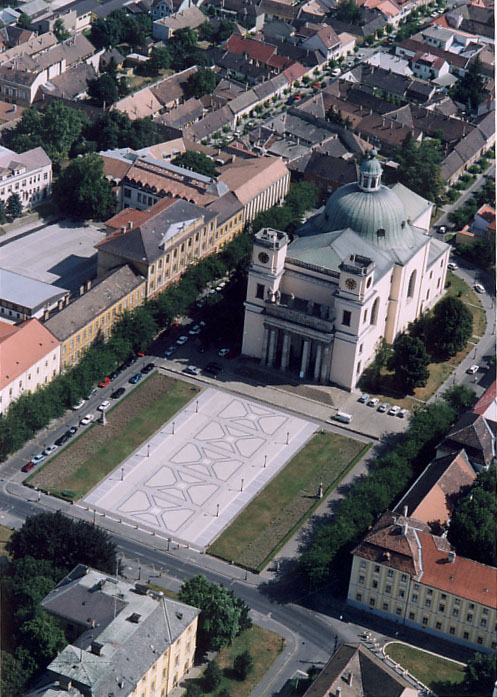
Kathedrale von Vác

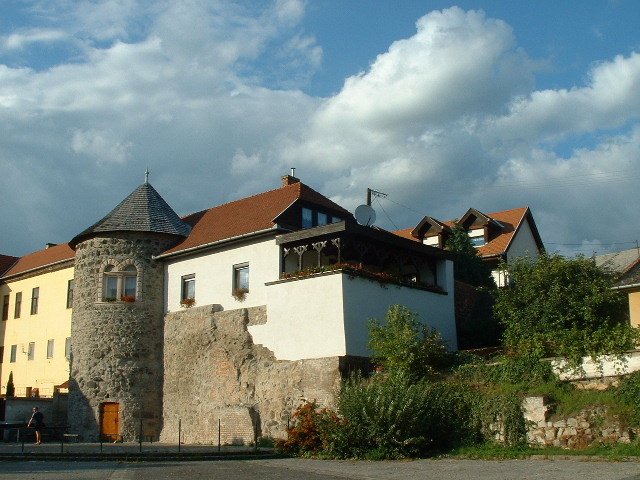
Spitzturm: Teil der mittelalterlichen Stadtmauer

Wahrscheinlich war die Gegend von Vác wegen ihrer günstigen natürlichen Lage schon seit Jahrtausenden bewohnt.
Die nach der Landnahme der Magyaren um 896 im Karpatenbecken am Donauknie entstandene Siedlung gehörte zu den vom König Stephan I. dem Heiligen unmittelbar nach Vollendung des Ausbaus des Staatswesens gegründeten Bischofssitzen Ungarns. Die erste schriftliche Erwähnung der Stadt findet sich im Almanach von Yburg 1074, in der die Stadt als Watzenburg bezeichnet wird. Vác wurde auch als "Wac civitas" im Jahr 1075 in einem Stiftungsbrief der Abtei in Garamszentbenedek erwähnt.
Der Stadtname Vác kommt wahrscheinlich von einem Personennamen. Eine Legende erzählt, dass 1074 Herzog Géza und Prinz László im Gebiet der heutigen Stadt Vác miteinander um die ungarische Thronfolge kämpften. Damals soll in dieser Gegend ein Einsiedler namens Vác gelebt haben. Ein weiterer Erklärungsversuch leitet den Stadtnamen vom ungarischen Stamm Vath ab. Das Wort Vác kommt aus dem Slavischen und bedeutet: wichtige Siedlung oder Zentrum.
Der mittelalterliche Stadtkern war ursprünglich eine Burg bzw. Festung im südlichen Teil der Innenstadt, die auf einem Hügel am Flussufer errichtet wurde.
König Géza ließ nach einem Gelöbnis auf dem Gelände der Burg zu Ehren der Jungfrau Maria einen Dom erbauen, in dem er selbst im Jahre 1077 beigesetzt wurde.
Im Jahre 1241 fielen mongolische Tataren in Vác ein. Die Bevölkerung flüchtete sich in die Burgkirche, die von den Tataren niedergebrannt wurde, wobei alle dorthin Geflüchteten ums Leben kamen.
König Béla IV. ließ nach Abzug der Mongolen Vác wieder aufbauen. Aus den dichter bevölkerten westlichen Gebieten und aus Süddeutschland kamen in dieser Zeit Siedler in das entvölkerte Vác. Diese Neuansiedler bauten rund um den jetzigen Hauptplatz, dem Platz des 15. März (ungarisch Március 15 tér), Häuser, Geschäfte und eine Michaelskirche im Stile ihrer Heimat. Sie gaben dem Platz auch die noch heute erhaltene Form eines langgestreckten Dreiecks.
Eine erste Blütezeit erlebte der Ort während der Zeit des Vácer Bischofs Miklós Báthory, der den Bischofssitz im Geist der Renaissance ausbaute.
Mitte des 16. Jahrhunderts begann die osmanische Besatzung. Die kriegerischen Auseinandersetzungen am Ende der Türkenherrschaft in den Jahren 1684 bis 1686 um die Burg und den Donauübergang in Vác führten zu mehrfachem Sturm auf die Stadt, die in dieser Zeit vierzigmal den Besitzer wechselte. 1703 bis 1711 brachte der Aufstand von Franz II. Rákóczi weiteres Leid über die Einwohner von Vác. Nach all diesen kriegerischen Wirren war Vác entvölkert und die Infrastruktur zerstört. 1731 vernichtete ein Brand den größten Teil der mittelalterlichen Stadt. Von 1770 bis zum Ende des 18. Jahrhunderts wurde Vác unter Leitung seiner Bischöfe völlig neu als barocke Anlage auf den mittelalterlichen Fundamente aufgebaut. In dieser Zeit wanderten viele Neusiedler aus Deutschland, Böhmen, Mähren, der Slowakei, Serbien und Kroatien ein; einzelne sogar aus Frankreich und Italien. Diese vereinigten sich zu einer selbstbewussten Vácer Bürgerschaft, die am erneuten wirtschaftlichen Aufschwung der Stadt arbeitete.
Die erste ungarische Eisenbahnstrecke wurde im Sommer 1846 zwischen Vác und Pest eröffnet; sie war später Teil der am nördlichen Donauufer verlaufenden Bahnverbindung von Budapest über Pressburg und Marchegg nach Wien, die bis in die Zwischenkriegszeit unter anderem vom Orient-Express befahren wurde (siehe auch Österreichisch-ungarische Staatseisenbahngesellschaft). Der österreichisch-ungarische Ausgleich 1867 ermöglichte eine Zeit der friedlichen Entwicklung der Stadt.
Die freundliche Atmosphäre von Vác lockte Künstler und Wissenschaftler in die Stadt. Diese Zeit endete mit den beiden Weltkriegen, die der Bevölkerung erneut Opfer auferlegten. Die folgenden Jahre der kommunistischen Intoleranz bis 1989 beeinträchtigten die Lebensumstände der Menschen. Seit 1989 gibt es neue Möglichkeiten im umstrukturierten wirtschaftlichen Leben. Die Kirchen haben ihre früheren Aufgaben im Hochschulbereich wieder aufgenommen und mit der Theologischen Hochschule das Bildungsangebot in der Stadt bereichert. Die historischen Gebäude werden nach und nach restauriert und machen zusammen mit der ausgebauten Donau-Uferpromenade und einigen Museen Vác für Touristen attraktiv.

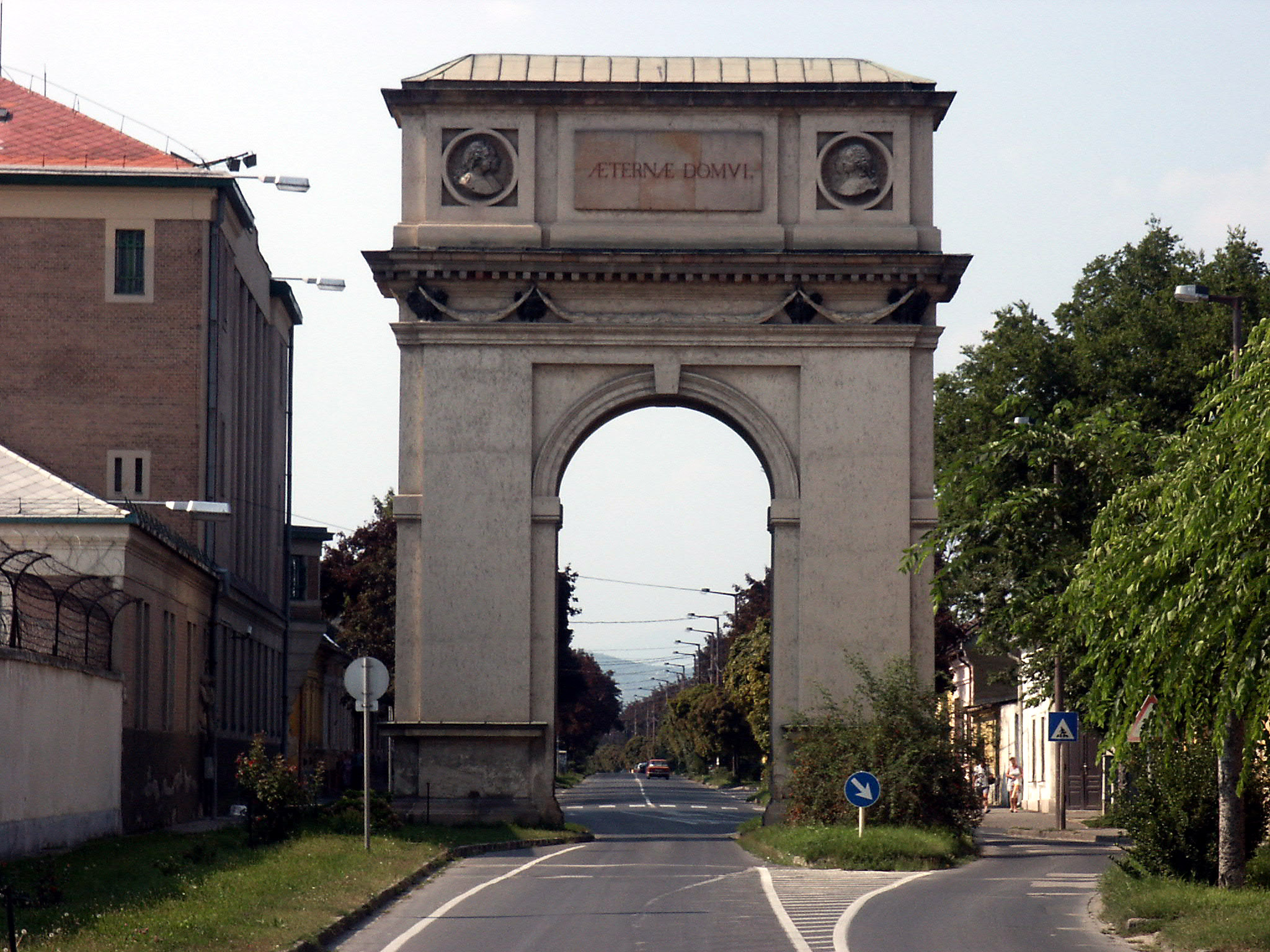
Triumphbogen an der Köztársaság-Straße nördlich des Hauptplatzes

## Sehenswürdigkeiten
- Der Spitzturm, der nördliche Eckturm der mittelalterlichen Stadtbefestigung, ist das einzige aus dem Mittelalter erhaltene Gebäude der Stadt. Ansonsten ist die Innenstadt vom Stil des Barock geprägt.
- Die Kathedrale von Vác wurde zwischen 1761 und 1777 auf Veranlassung des Bischofs Christoph Anton von Migazzi nach Plänen des österreichischen Hofarchitekten Isidore Canevale in spätbarock-klassizistischem Stil erbaut. Es ist dies die fünfte Bischofskirche seit Errichtung des Bistums im 11. Jahrhundert. Im Innern sind das Bild am Hauptaltar mit dem Thema Mariä Heimsuchung und das Fresko in der Kuppel (Triumph der Dreieinigkeit) sehenswert – beides Werke des Malers Franz Anton Maulbertsch (1724–1796).
- Der Hauptplatz (Platz des 15. März) mit seiner eigenartigen langgezogenen Dreiecksform wurde Anfang des 18. Jahrhunderts als Barockplatz auf mittelalterlichen Fundamenten errichtet. Im Jahre 2006 wurde er völlig neu gestaltet. Auf ihm befinden sich die freigelegten Fundamente der Michaelskirche aus dem 13. Jahrhundert.
- Die Dominikanerkirche am Hauptplatz (Kirche der Weißen, Fehérek temploma) wurde 1770 anstelle der baufällig gewordenen, im 13. Jahrhundert gebauten Michaelskirche errichtet. Sie heißt Kirche der Weißen, weil die Dominikaner-Mönche weiße Gewänder tragen. Im Inneren enthält sie eine prächtige Rokoko-Ausstattung. An ihrer Seite befindet sich ein Brunnen mit der Figur der erst 1997 heiliggesprochenen Hedwig von Anjou.
- Hinter der Dominikanerkirche befindet sich ein alter urtümlicher Markt mit dem sorgfältig restaurierten Torgitter der ehemaligen bischöflichen Mühle.
- Das Gebäude Nr. 20 des Hauptplatzes ist das ehemalige Rathaus, dessen Keller eine Weinstube mit einer Weinsammlung enthält.
- Vom Garten des Hauses Nr. 19 am Hauptplatz oder von der Lajos-Katona-Straße gelangt man zur 1790 erbauten griechisch-orthodoxen Kirche, die jetzt als Ausstellungsraum dient.
- Im Haus Nr. 11 des Hauptplatzes befindet sich das Rathaus. Es wurde 1735 bis 1764 auf Anregung von Bischof Michael Friedrich Althann erbaut.
- Hauptplatz Nr. 7–9 wurde ursprünglich als Priesterseminar gebaut und seit 1763 von den Barmherzigen Schwestern als Kapelle und Kirche genutzt.
- Mitten auf dem Platz des 15. März befindet sich der Brunnen der Partnerstädte.
- Zwei mittelalterliche Kanoniker-Häuser am Hauptplatz Nr. 6 beherbergen das Lehrinstitut für Taubstumme, das 1802 von András Cházár gegründet wurde.
- Die in den Jahren 1861 bis 1864 errichtete Synagoge von Vác in der Eötvös utca wurde in der jüngsten Zeit äußerlich wiederhergestellt.
- Am Dreifaltigkeitsplatz (Szentháromság tér) befinden sich die 1725 bis 1745 erbaute und 1866 im Renaissancestil umgebaute Piaristenkirche St. Anna und die nach der Pestepidemie 1740–41 zwischen 1750 und 1755 errichtete Dreifaltigkeitssäule.[7]
- Der einzige Triumphbogen Ungarns wurde, wie die Kathedrale auf Veranlassung von Bischof Migazzi, 1764 durch den kaiserlichen Hofbaumeister Isidore Canevale zu Ehren von Rex Hungariae bzw. Kaiserin Maria Theresia, Staatsoberhaupt Ungarns, anlässlich ihres offiziellen Besuchs in der Stadt errichtet.

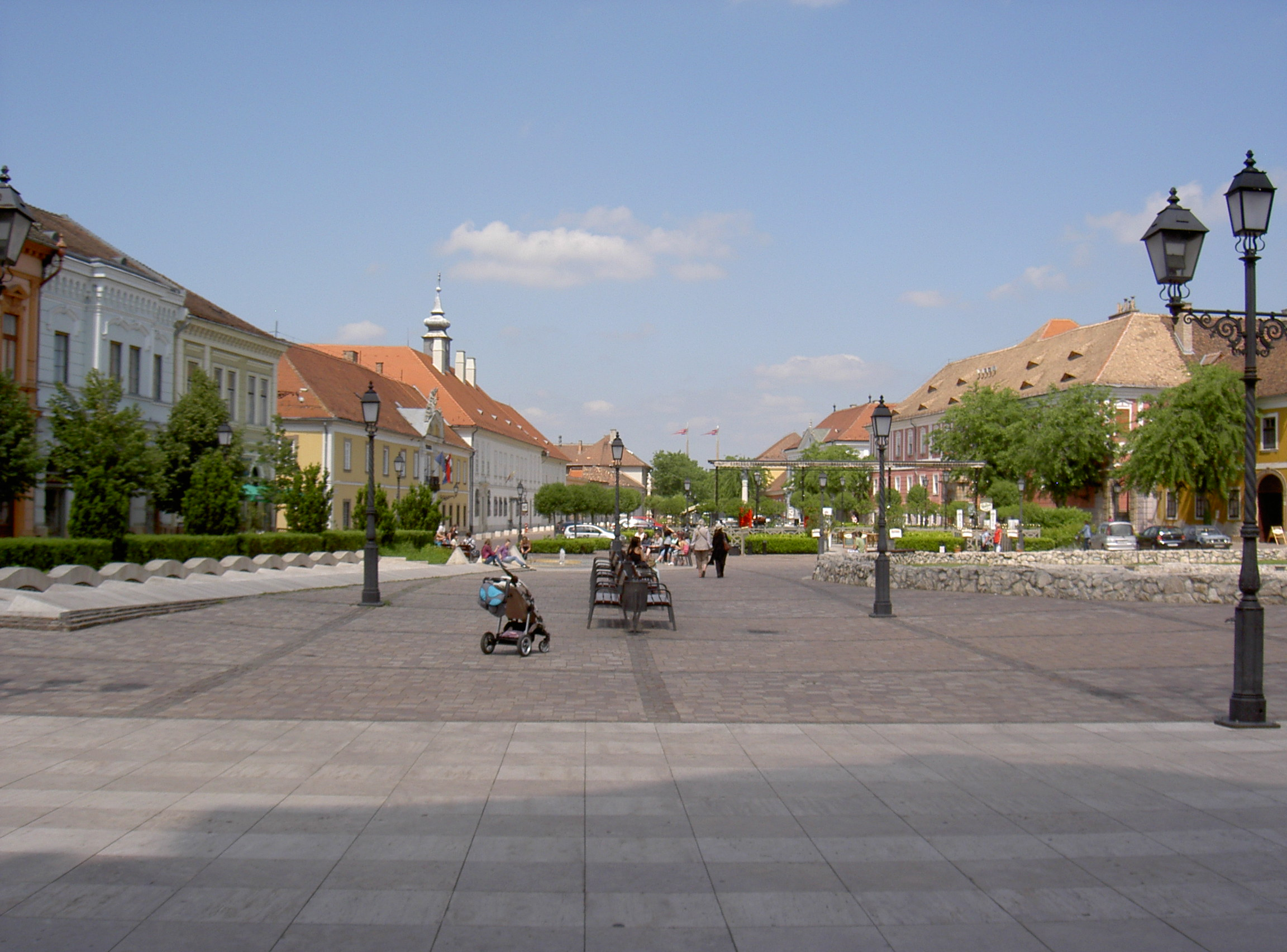
Március 15. tér, Blick nach Norden
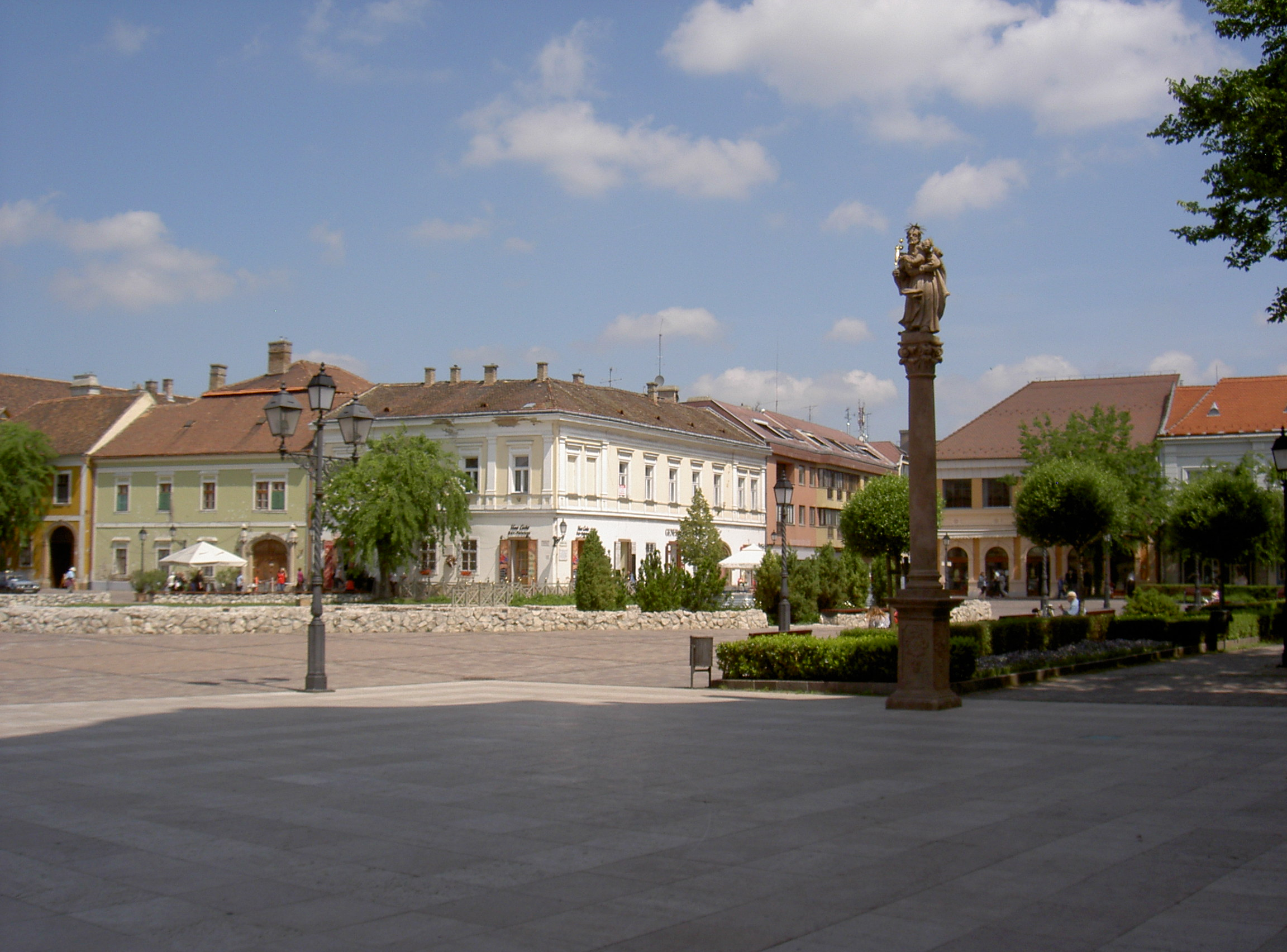
Március 15. tér, Ostseite
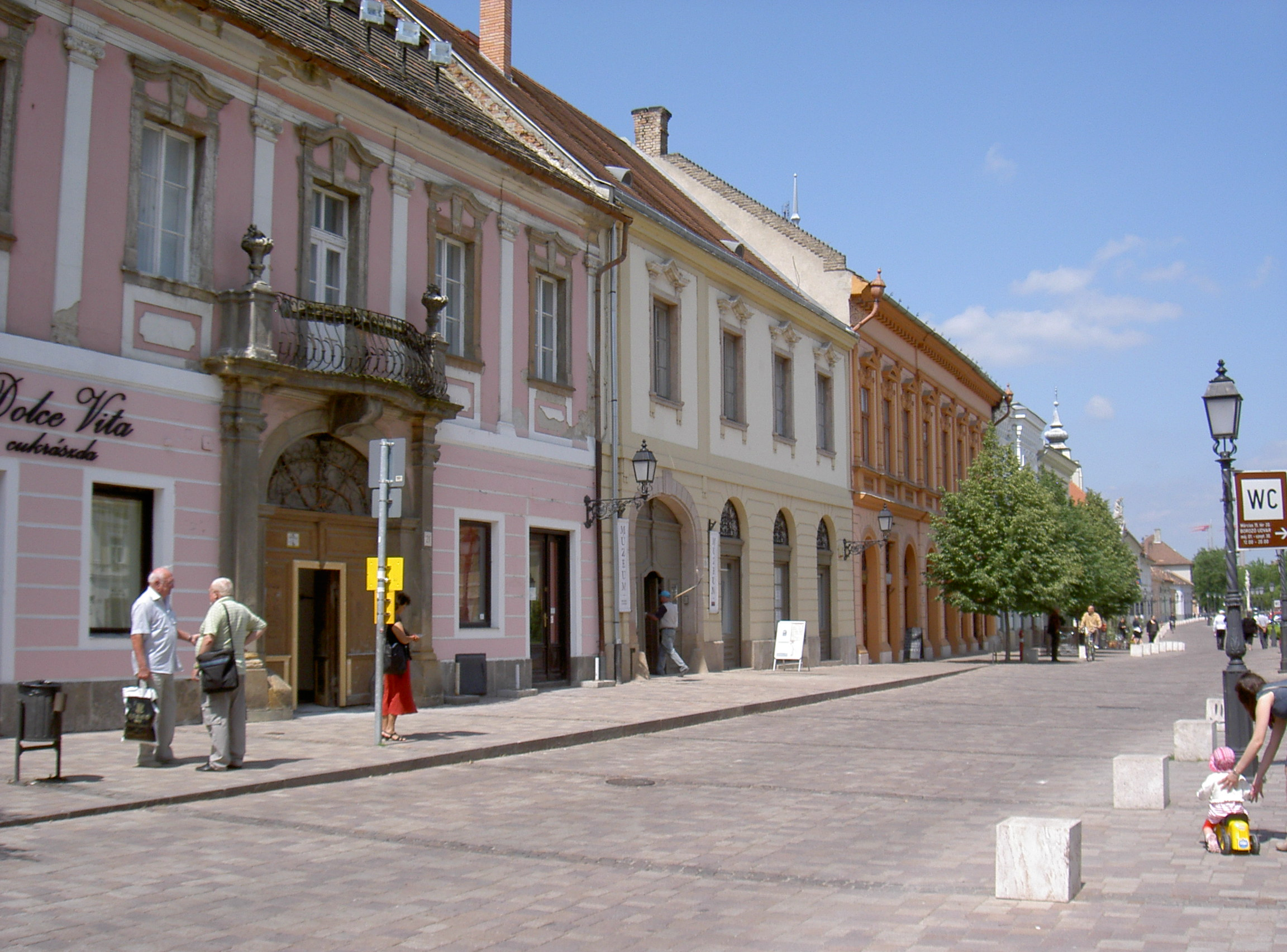
Március 15. tér, Westseite
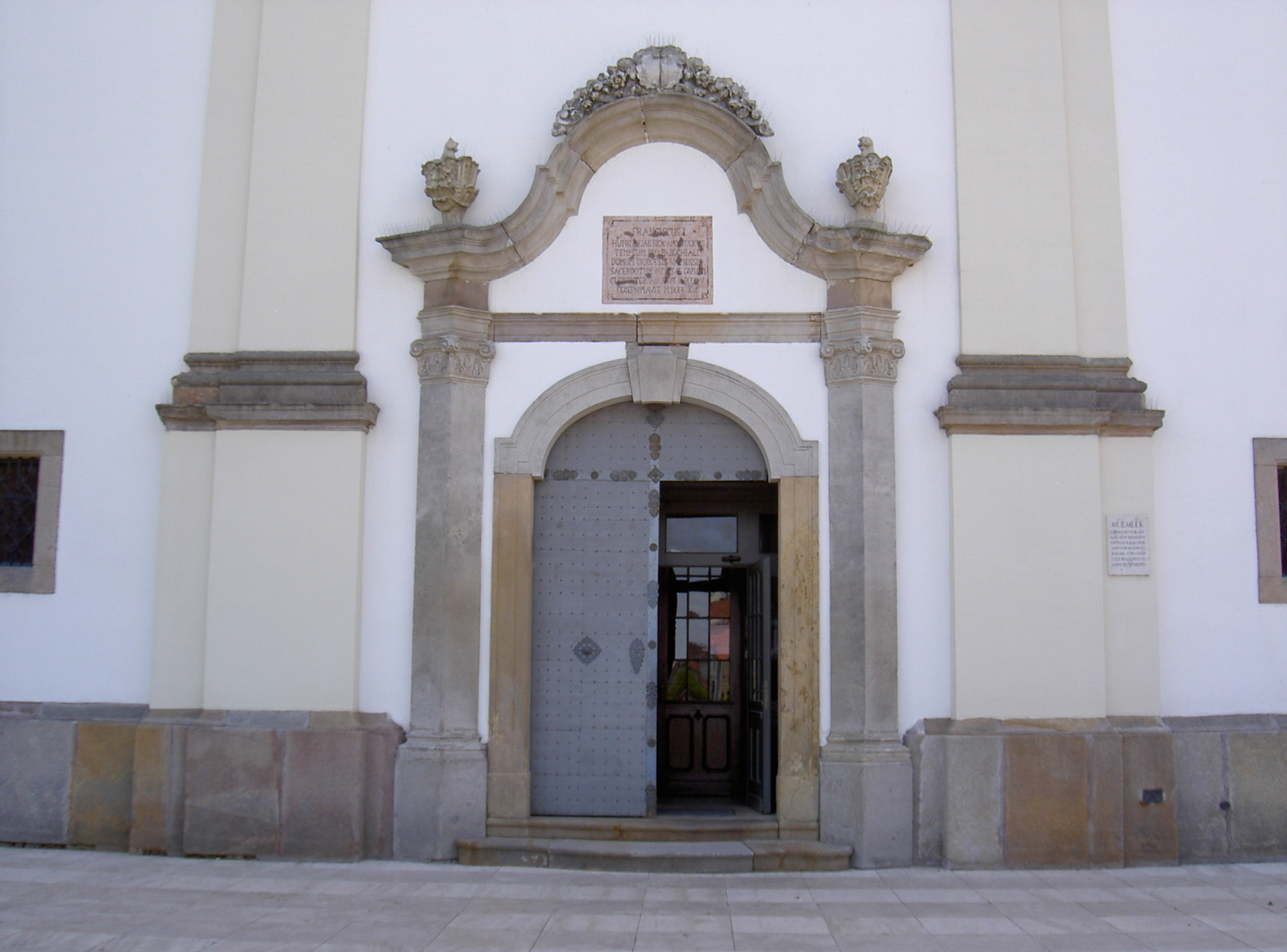
Portal der Dominikanerkirche am Március 15. tér
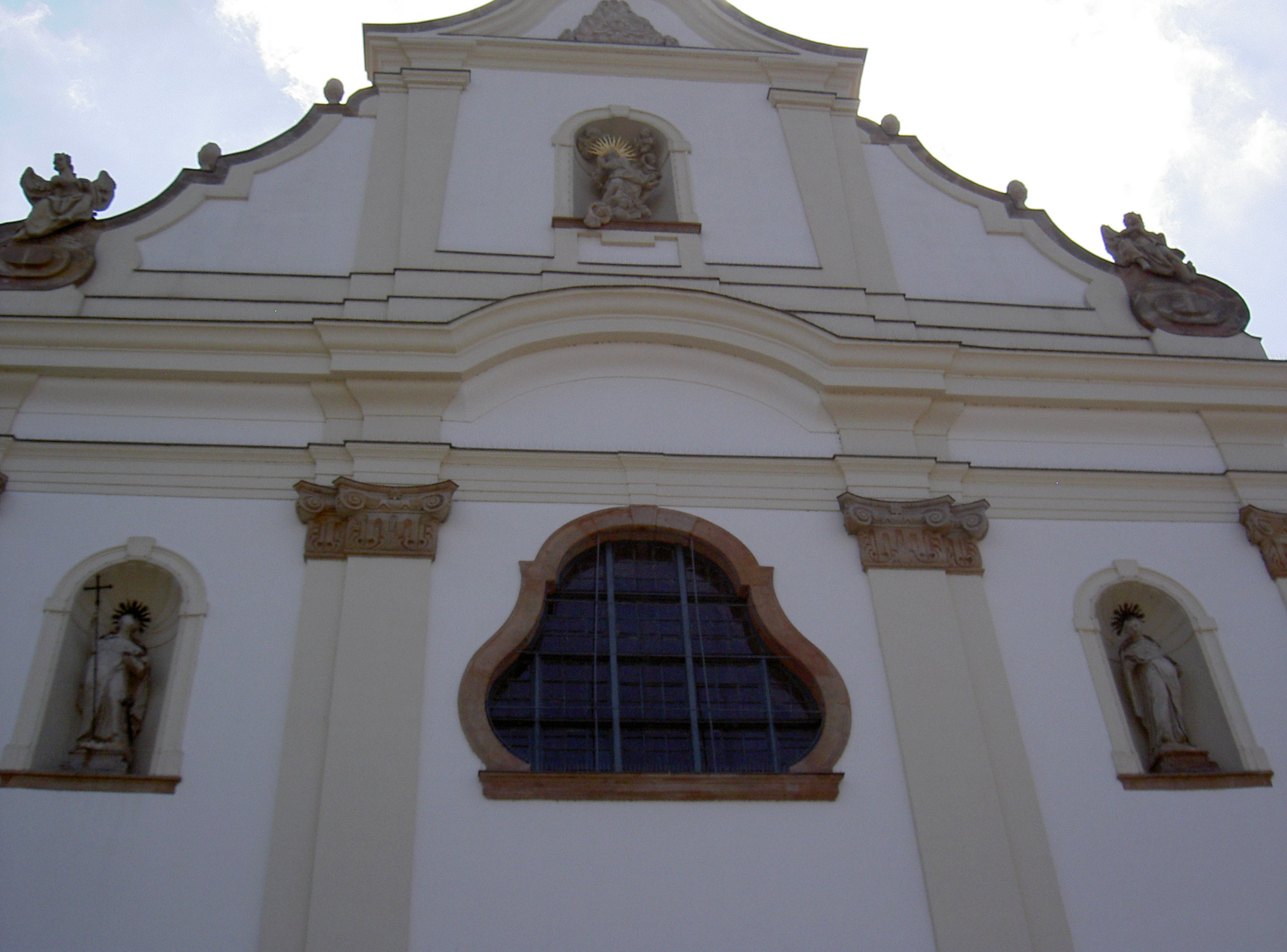
Fassade der Dominikanerkirche
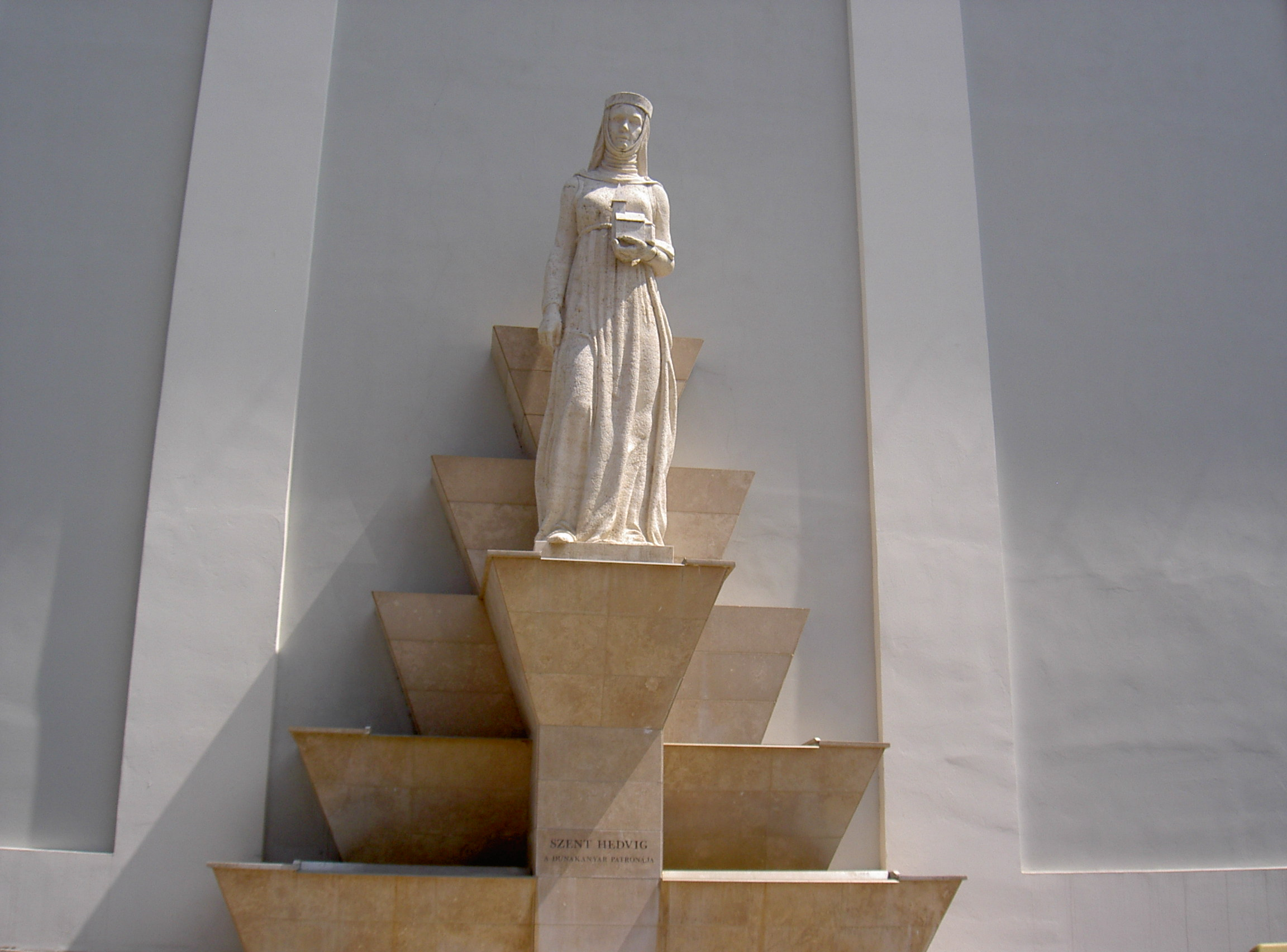
Skulptur der heiligen Hedwig von Anjou an der Seite der Dominikanerkirche

## Städtepartnerschaften
Vác hat mit folgenden Städten Städtepartnerschaften geschlossen:
- Järvenpää in Finnland, seit 1984
- Deuil-la-Barre in der Île-de-France (Frankreich), seit 1991
- Odorheiu Secuiesc in Rumänien, seit 1992
- Giw’atajim in Israel, seit 1993
- Donaueschingen in Baden-Württemberg (Deutschland), seit 1993
- Dubnica nad Váhom in der Slowakei, seit 2003
- Šahy in der Slowakei, seit 2004

Eine Kooperation gibt es mit der Stadt
- Yurihonjo in Japan

## Persönlichkeiten
- Franz Rosner (1800– 1841), österreichischer Opernsänger
- János Zemen (* 1950), Mittelstreckenläufer
- Imre Garaba (* 1958), Fußballspieler
- Zsolt Gyulay (* 1964), Kanute
- Zoltán Kammerer (* 1978), Kanute
- Erzsébet Viski (* 1980), Kanutin
- Blanka Böde-Bíró (* 1994), Handballspielerin